# Krajský přebor – Praha-město 1971/1972
V soubojích Krajského přeboru – Praha-město 1971/72, jedné ze skupin 5. nejvyšší fotbalové soutěže, se utkalo 16 týmů dvoukolovým systémem podzim – jaro. Tento ročník skončil v červnu 1972.

## Výsledná tabulka
Zdroj:
| Poř. | Tým                    | Z  | V  | R  | P  | VG | OG | B  |
| ---- | ---------------------- | -- | -- | -- | -- | -- | -- | -- |
| 1.   | TJ Admira Praha 8      | 30 | 18 | 10 | 2  | 53 | 22 | 46 |
| 2.   | SK Praga               | 30 | 13 | 13 | 4  | 46 | 32 | 39 |
| 3.   | Radotínský SK          | 30 | 16 | 6  | 8  | 60 | 46 | 38 |
| 4.   | TJ Bohemians Praha „B“ | 30 | 14 | 8  | 8  | 69 | 44 | 36 |
| 5.   | TJ Uhelné sklady Praha | 30 | 13 | 9  | 8  | 44 | 32 | 35 |
| 6.   | TJ Union Žižkov        | 30 | 14 | 4  | 12 | 39 | 35 | 32 |
| 7.   | TJ Čechie Karlín       | 30 | 12 | 8  | 10 | 39 | 40 | 32 |
| 8.   | TJ Aritma Praha        | 30 | 9  | 12 | 9  | 39 | 31 | 30 |
| 9.   | TJ Spartak Čelákovice  | 30 | 12 | 6  | 12 | 46 | 47 | 30 |
| 10.  | SK Brandýs nad Labem   | 30 | 12 | 6  | 12 | 34 | 42 | 30 |
| 11.  | TJ ČAFC Praha          | 30 | 9  | 8  | 13 | 46 | 53 | 26 |
| 12.  | TJ Vozovna Střešovice  | 30 | 9  | 5  | 16 | 62 | 73 | 23 |
| 13.  | TJ Tesla Žižkov        | 30 | 7  | 9  | 14 | 36 | 47 | 23 |
| 14.  | TJ Avia Čakovice       | 30 | 4  | 14 | 12 | 38 | 51 | 22 |
| 15.  | SK Nusle               | 30 | 7  | 8  | 15 | 32 | 54 | 22 |
| 16.  | TJ Slavoj Zbraslav     | 30 | 4  | 8  | 18 | 32 | 64 | 16 |

Poznámky:
- Z = Odehrané zápasy; V = Vítězství; R = Remízy; P = Prohry; VG = Vstřelené góly; OG = Obdržené góly; B = Body

|  | Postup do Divize B 1972/73             |
|  | Sestup do příslušné I. A třídy 1972/73 |